# Spottvogel

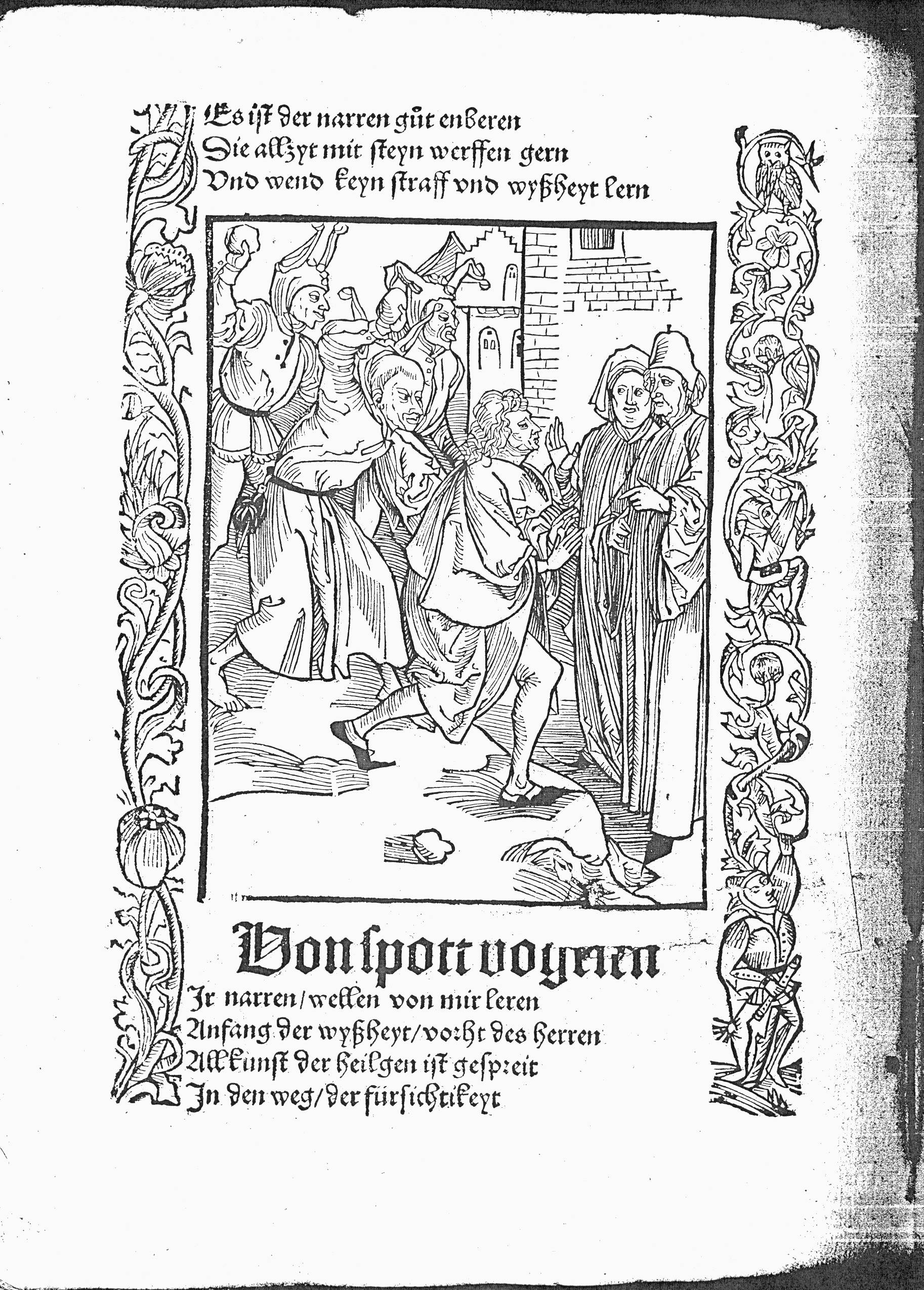
Von spott vogelen. Ir narren wellen von mir leren. Anfang der wyßheyt vorht des herren.

Spottvogel (auch Spötter) ist eine Bezeichnung für jemanden, der gerne spottet und zynisch oder ironisch ist. Der Begriff ist auch ein historischer Name für die Vogelgattung der Spötter, welche die Stimmen anderer Artgenossen nachahmen können.
Der Humanist Sebastian Brant hatte im Jahr 1494 in seiner Moralsatire Das Narrenschiff (Von spott vogelen) den Begriff Spottvogel zum ersten Mal auf Menschen übertragen. Als Nachweis dient der Vers "Der häher eyn spottvogel ist". Der Ausdruck wurde nach Brants Veröffentlichung vielfach in der Literatur aufgegriffen und ist in Deutschland und Österreich bekannt.